# Бенедикт, Мориц
Мориц Бе́недикт (нем. Moriz Benedikt; 4 июля 1835, Айзенштадт, Шопрон — 14 апреля 1920, Вена) — австро-венгерский врач, невролог, военный врач, преподаватель и научный писатель.

## Биография
Мориц Бенедикт родился 4 июля 1835 года в Айзенштадте.
Был преподавателем и профессором неврологии в Венском университете: с 1861 года состоял там доцентом по электротерапии, в 1868 году был назначен профессором электротерапии и нервных болезней. Как военный врач служил в австрийской армии во время Второй итальянской войны за независимость (1859) и Австро-прусской войны.
Работы Бенедикта в период 1861—1875 годов были посвящены электротерапии и нервной патологии; наиболее крупные из них: «Elektrotherapie» (1868) и «Nervenpathologie und Elektrotherapie» (1874—1875). С 1873 по 1899 год напечатал ряд анатомических исследований по нормальной и патологической анатомии, особенно нервной системы. Написал также несколько работ по нервной физиологии, патологии и другим областям; другой род его работ был посвящён биомеханике, физиологии и патологии кровообращения, а также различным вопросам офтальмологии (1864—1897).
Его именем назван синдром Бенедикта (нем. Benedikt-Syndrom) — заболевание, вызываемое поражением красного ядра и пирамидной системы. Известен также своими исследованиями в области криминальной антропологии и, в частности, подвергается критике за свою теорию о якобы имеющем место существовании «нормальных» и «преступных» мозгов. В 1906 году опубликовал автобиографию.